# Fernando Álvarez de Toledo y Pimentel
Fernando Álvarez de Toledo y Pimentel, tercer duc d'Alba de Tormes, fou un militar i polític castellà nascut a Piedrahita (1507) i mort a Lisboa (1582).
Va intervenir entre 1546 i 1547 en les campanyes de l'emperador Carles V contra els protestants alemanys en la Guerra de Smalkalda.
Durant el regnat de Felip II dirigí la guerra contra el papa Pau IV a Itàlia i fou enviat als Països Baixos espanyols, el 1567, per sufocar la revolta protestant. Com a regent d'aquest territori va desenvolupar una política d'extorsió amb impostos excessius i una repressió sanguinària amb més de mil condemnats a mort pel Tribunal dels Tumults que va fer augmentar el descontentament popular amb 60.000 exiliats, per la qual cosa el 1573 fou destituït.
El 1580 dirigí l'exèrcit que ocupà Portugal. després de la derrota i mort de Sebastià I de Portugal a la batalla de Kasr al-Kabir.